# گوش‌بنفش
گوش‌بنفش (نام علمی: Colibri) نام یک سرده از زیرخانواده مگس‌مرغیان است.

## گونه‌ها
- Brown violetear, Colibri delphinae
- گوش‌بنفش سبز، Colibri thalassinus
- Sparkling violetear, Colibri coruscans
- White-vented violetear, Colibri serrirostris